# 30e cérémonie des Filmfare Awards
La 30e cérémonie des Filmfare Awards s'est déroulée le 25 septembre 1983 à Bombay en Inde.

## Palmarès
| Catégorie                                 | Lauréat |
| ----------------------------------------- | --- |
| Meilleur film                             | Shakti - produit par Mushir Alam et Mohammad Riaz - réalisé par Ramesh Sippy - avec Dilip Kumar, Amitabh Bachchan, Raakhee et Amrish Puri |
| Meilleur réalisateur                      | Raj Kapoor (Prem Rog) |
| Meilleur acteur                           | Dilip Kumar (Shakti) |
| Meilleure actrice                         | Padmini Kolhapure (Prem Rog) |
| Meilleur acteur dans un second rôle       | Shammi Kapoor (Vidhaata) |
| Meilleure actrice dans un second rôle     | Supriya Pathak (Bazaar) |
| Meilleure prestation dans un rôle comique | Deven Varma (Angoor) |
| Meilleur compositeur                      | R. D. Burman (Sanam Teri Kasam) |
| Meilleur parolier                         | Santosh Anand pour « Mohabbat Hai Kya Cheez » (Prem Rog)                                                                                  |
| Meilleur chanteur de playback             | Kishore Kumar pour « Pag Ghungroo Bandh » (Namak Halal)                                                                                   |
| Meilleure chanteuse de playback           | Salma Agha pour « Dil Ke Armaan » (Nikaah)                                                                                                |
| Meilleure histoire                        | Samresh Basu (Namkeen) |
| Meilleur scénario                         | Salim Khan (Shakti) |
| Meilleurs dialogues                       | - |
| Meilleure photographie                    | Jaywant Pathare (Bemisal) |
| Meilleure direction artistique            | - |
| Meilleur son                              | P. Hari Kishan (Shakti) |
| Meilleur montage                          | Raj Kapoor (Prem Rog) |

## Récompenses des critiques
| Catégorie     | Lauréat                 |
| ------------- | ----------------------- |
| Meilleur film | Masoom de Shekhar Kapur |